# Antiperga
Antiperga – rodzaj błonkówek z rodziny Pergidae.

## Taksonomia
Rodzaj Antiperga został opisany w 1939 roku przez Roberta Bensona. Gatunkiem typowym jest Perga antiopa.

## Zasięg występowania
Przedstawiciele tego rodzaju występują w Australii.

## Systematyka
Do  Antiperga zaliczane są 3 gatunki:
- Antiperga antiopa
- Antiperga clarki
- Antiperga enslini